# السريكة (فرع العدين)

تعديل مصدري - تعديل

السريكة محلة تابعة لقرية الجب، التابعة لعزلة العاقبة بمديرية فرع العدين إحدى مديريات محافظة إب في الجمهورية اليمنية، بلغ تعداد سكانها 317 حسب تعداد اليمن لعام 2004.